# Marquesado de Oliver
El Marquesado de Oliver es un título nobiliario español creado el 14 de febrero de 1724 por el Archiduque pretendiente Carlos de Austria a favor de Jacinto Oliver de Botaller y Zaragoza, correo mayor de Valencia

## Marqueses de Oliver
|                                           | titular                                   | Periodo                                   |
| Creación por Archiduque Carlos de Austria | Creación por Archiduque Carlos de Austria | Creación por Archiduque Carlos de Austria |
| ----------------------------------------- | ----------------------------------------- | ----------------------------------------- |
| I                                         | Jacinto Oliver de Botaller y Zaragoza     | 1724- ?                                   |
| Rehabilitación por Alfonso XIII           |                                           |                                           |
| II                                        | Ramón María de Despujol y de Sabater      | 1905-1935                                 |
| III                                       | María de las Mercedes de Despujol y Rocha | 1951- ?                                   |
| IV                                        | Felipe Ricart y Despujol                  | ? -2007                                   |
| V                                         | María de las Mercedes Ricart y de Olivar  | 2008-actual titular                       |

## Historia de los Marqueses de Oliver)
- Jacinto Oliver de Botaller y Zaragoza, I marqués de Oliver. Le sucedió por rehabilitación:

Rehabilitado en 1905 por:
- Ramón María de Despujol y de Sabater (f. en 1935), II marqués de Oliver.

1. Casó con María de la Rocha y Tuasón. Le sucedió, en 1951, su hija:

- María de las Mercedes de Despujol y Rocha, III marquesa de Oliver.

1. Casó con Federico Ricart y Roger, IV marqués de Santa Isabel. Le sucedió su hijo:

- Felipe Ricart y Despujol (fallecido en 2007), IV marqués de Oliver, V marqués de Santa Isabel.

1. Casó con María Auxiliadora de Olivar y Despujol. Le sucedió, en 2008, su hija:

- María de las Mercedes Ricart y de Olivar, V marquesa de Oliver